# بيل ثوم
بيل ثوم (بالإنجليزية: Bill Thom)‏ هو لاعب كرة قاعدة أمريكي، ولد في 15 أغسطس 1937 في لوس أنجلوس في الولايات المتحدة.